# Mrs Chippy

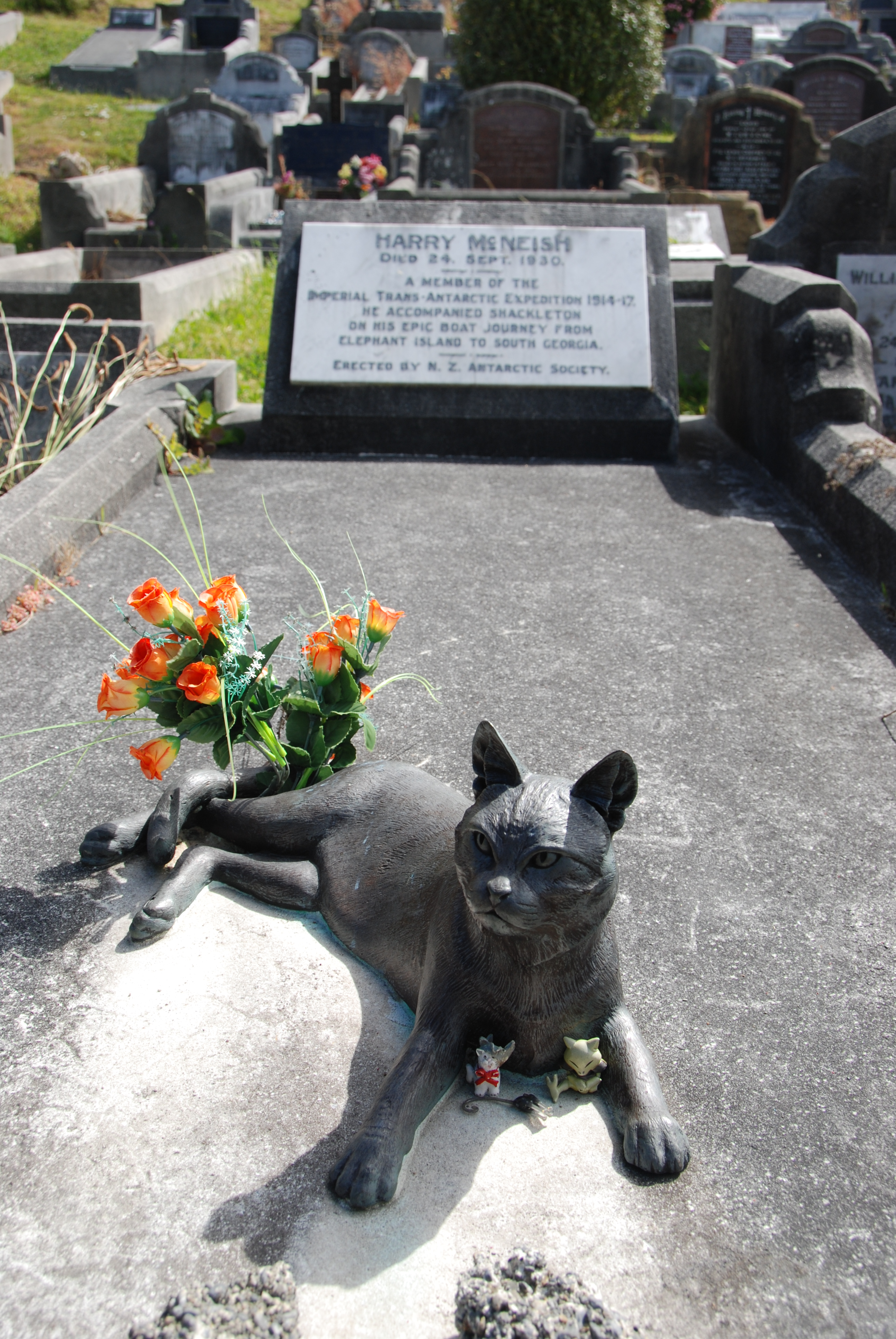
Tượng đồng Mrs Chippy

Mrs Chippy là một con mèo đực đi cùng đoàn thám hiểm Hoàng gia xuyên Nam Cực năm 1914 của Sir Ernest Shackleton.

## Đời sống
Mrs Chippy là một con mèo mướp có bộ lông vằn hổ được đưa lên tàu của đoàn thám hiểm Endurance với tư cách là một con mèo của thợ mộc và thợ đóng tàu chính Harry "Chippy" McNish ("Chippy" là một thuật ngữ thông tục của người Anh đối với thợ mộc). Con mèo được đặt tên bởi vì một khi trên tàu, nó đi theo McNish như một người vợ quá chu đáo (Mrs là bà).
Một tháng sau khi con tàu ra khơi ở Nam Cực, người ta phát hiện ra rằng, mặc dù tên có cái tên là "bà", mèo Mrs Chippy thực sự là một con mèo đực. Vào thời điểm đó thực tế con vật đã quen với cái tên này nên không đổi tên. Mèo Chippy được các thành viên của đoàn thám hiểm mô tả là "đầy cá tính" và gây ấn tượng với thủy thủ đoàn bằng khả năng đi dọc theo đường ray rộng một inch của con tàu ngay cả ở những vùng biển gồ ghề nhất. Trong nhật ký của thuyền trưởng Frank Worsley, ông mô tả Mrs Chippy đang trèo lên giàn khoan "chính xác theo cách của một thủy thủ đi trên cao".
Chuyến đi của con mèo Mrs Chippy gặp nhiều sự cố. Thủ kho Thomas Orde-Lees, trong một cuốn nhật ký ngày 13 tháng 9 năm 1914, kể rằng "Một điều phi thường đã xảy ra trong đêm. Con mèo mướp nhảy qua một trong các cửa sổ cabin và nhân viên canh gác, Lt. Hudson, nghe thấy tiếng hét của cô ấy và xoay con tàu một cách khéo lép để đến vớt nó. Nó ở dưới nước hơn 10 phút. Con mèo đã được vớt lên ra bởi nhà sinh vật học có mặt trên tàu, Robert Clark, sử dụng một trong những chiếc lưới của mình.
Sau khi con tàu bị mắc kẹt trong tảng băng và bị phá hủy, Shackleton quyết định rằng Mrs Chippy và năm con chó kéo xe đã được mang lên tàu sẽ bị giết. Trong một mục nhật ký ngày 29 tháng 10 năm 1915, ông đã ghi lại: Chiều nay, ba chú chó nhỏ nhất của Sallie, Sue's Sirius và Mrs Chippy, con mèo thợ mộc, phải bị bắn. Chúng tôi không thể thực hiện việc tiếp tục dung dưỡng những thành viên yếu đuối trong các điều kiện mới. Macklin, Crean và thợ mộc dường như cảm thấy mất việc bạn bè là việc tệ hại.
McNish rất gắn bó với bà Chippy và không bao giờ tha thứ cho Shackleton vì đã giết nó. Ông qua đời cách nghèo khổ, tại Wellington, New Zealand, vào tháng 9 năm 1930. Hiệp hội Nam Cực New Zealand đã đặt một bia mộ trên mộ vào năm 1959. Đến đây, họ đã thêm một bức tượng bằng đồng của bà Chippy vào năm 2004 và tưởng niệm cho người thợ mộc và chú mèo yêu quý của ông.
Vào tháng 2 năm 2011, bà Chippy đã xuất hiện trên một con tem bưu chính do South Georgia và Quần đảo Nam Sandwich phát hành.

## Trong văn hóa
Một cuốn tiểu thuyết của Caroline Alexander, Cuộc thám hiểm cuối cùng của Bà Chippy: Tạp chí đáng chú ý của Polar-Bound Cat của Shackleton, được xuất bản bởi Bloomsbury vào năm 1997. Cuốn sách cung cấp một tài khoản về Cuộc thám hiểm xuyên Nam Cực của Shackleton, trong khoảng thời gian từ 15 tháng 1 năm 1914 đến 29 Tháng 10 năm 1915, dưới hình thức một tạp chí được viết từ quan điểm của một con mèo, được cho là của bà Chippy.